# Porra
Pour les articles homonymes, voir Porra (homonymie).

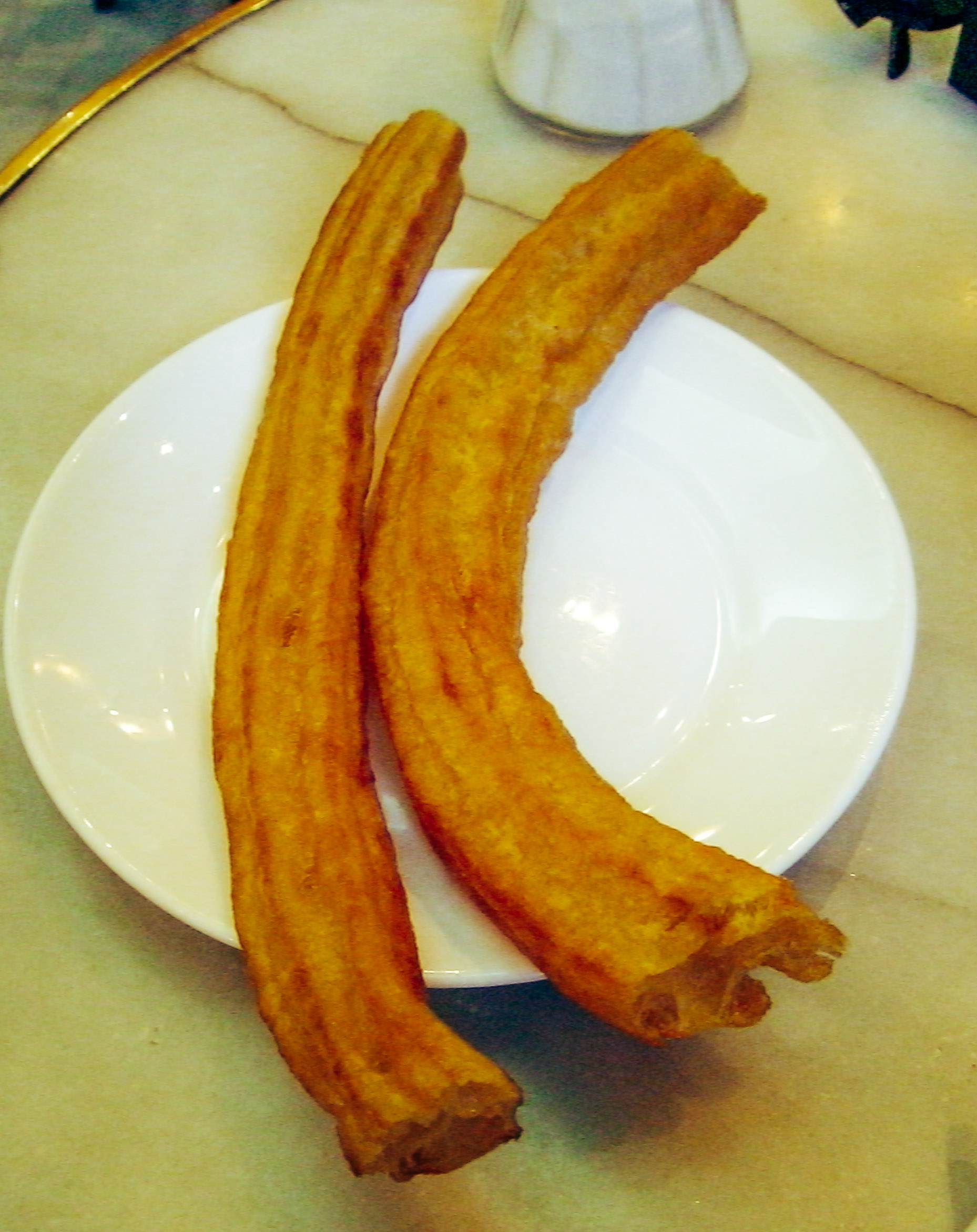
Des porras dans la Chocolatería San Ginés à Madrid.

La porra est un dulce de sartén (ce qu'on peut traduire en français par beignet et littéralement par « fruit de poêle ») d'origine espagnole, semblable au churro car également fait avec une pâte de farine puis frit dans l'huile, mais la porra est plus allongée et plus épaisse.

## Description
Les ingrédients sont les mêmes que pour le churro, bien que la porra contienne un peu de bicarbonate de sodium (ou de la levure) et une plus grande quantité de farine. La porra a besoin d'eau tiède pour permettre à la levure d'agir, ce qui lui donne une texture spongieuse. De plus, la pâte doit reposer pendant dix minutes avant de procéder à la friture.
Pour faire des porras, il faut utiliser une machine professionnelle (fonctionnant comme une poche à douille) d'où la pâte est extraite, la plongeant dans l'huile chaude et, avec des espèces de « bâtons » (appelés palos de rodar), la pâte est enroulée sur elle-même en forme de spirale. Les porras cuisent plus longtemps que les churros, car elles sont plus grandes ; ensuite, la spirale est coupée en portions. Les porras se mangent habituellement accompagnées d'un chocolat chaud ou d'un café au lait, mais il est aussi très courant de les tremper dans de la liqueur d'anis.
On les prend comme petit déjeuner ou comme collation et on peut les trouver dans les churrerías (magasins spécialisés de churros et de porras, qui peuvent être ambulants), ainsi que dans des bars et des cafés. Sa consommation est plus élevée en hiver, et diminue durant 
l'été.
Attention à ne pas confondre les 'porras avec un autre plat espagnol appelé porra antequerana, une soupe.